# 古田正武

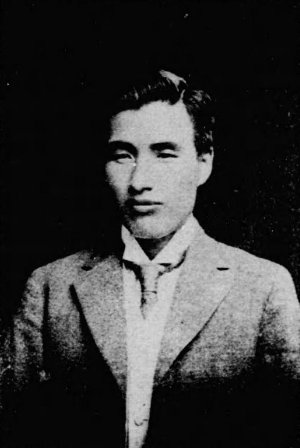
古田正武

古田 正武（ふるた まさたけ、1888年（明治21年）1月13日 – 1939年（昭和14年）9月8日）は、日本の司法官僚・検事、満州国国務院司法部次長・満州国参議府参議。

## 経歴
岐阜県土岐郡日吉村（現在の瑞浪市）出身。1914年（大正3年）、東京帝国大学法科大学独法科を卒業し、司法官試補として東京地方裁判所に勤務した。1916年（大正5年）、東京地方裁判所検事となり、司法書記官、警察講習所教授、大審院検事を歴任した。
1933年（昭和8年）、満州国に招かれて司法部総務司長に就任し、1936年（昭和11年）からは司法部次長を務めた。
その後、日本に帰国して司法省刑事局長を務めた

## 著書
- 『普選法罰則講話』（松華堂書店、1926年）
- 『刑事訴訟法綱要』（松華堂書店、1927年）